# Crassula intricata
Crassula intricata là một loài thực vật có hoa trong họ Crassulaceae. Loài này được (Nees) Ostenfeld miêu tả khoa học đầu tiên.